# Friedrich Götze

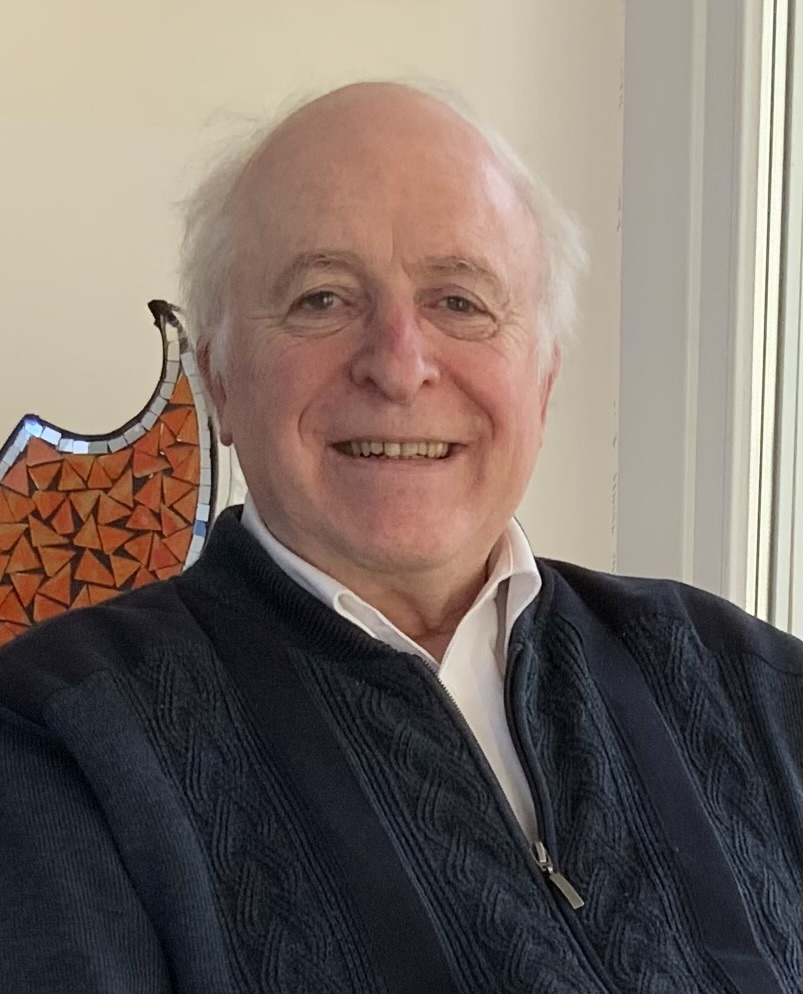
Friedrich Götze (2022)

Friedrich Götze (* 6. August 1951 in Hameln) ist ein deutscher Mathematiker, der sich mit Wahrscheinlichkeitstheorie, mathematischer Statistik und Zahlentheorie beschäftigt.

## Leben und Werk
Götze studierte als Stipendiat der Studienstiftung des deutschen Volkes Mathematik und Physik an der Universität Göttingen und der Universität Bonn und wurde 1978 an der Universität Köln bei Johann Pfanzagl promoviert (Asymptotic Expansions in the Central Limit Theorem in Banach Spaces), wo er danach Assistent war, unterbrochen von einem Jahr als Gastprofessor an der University of California, Berkeley. 1983 habilitierte er sich in Köln (Asymptotische Entwicklungen in zentralen Grenzwertsätzen). 1984 wurde er Professor für Mathematik an der Universität Bielefeld. 1990/91 und 2002/2003 war er Dekan der Fakultät für Mathematik.
Er befasste sich mit asymptotischen Methoden, Konvergenzraten und Grenzwertsätzen in der mathematischen Statistik, Markow-Prozessen, stochastischen Algorithmen, Wahrscheinlichkeitstheorie, Funktionalanalysis, spektraler Verteilung bei Zufallsmatrizen. Er wandte wahrscheinlichkeitstheoretische Methoden in der analytischen Zahlentheorie und der Geometrie der Zahlen an, unter anderem auf das Problem der Verteilung und Dichte von Gitterpunkten in Ellipsen. Hier gelang ihm mit der Einführung grundlegender neuer Methoden unter anderem ein neuer (effektiver) Beweis für die 1986 von Margulis bewiesene Oppenheim-Vermutung.
1993–1996 und 1999–2001 war Götze Sprecher des DFG-Sonderforschungsbereichs 343 Diskrete Strukturen in der Mathematik und von 2005 bis 2017 war Götze Sprecher des DFG-Sonderforschungsbereichs 701 Spektrale Strukturen und Topologische Methoden in der Mathematik.
2009 wurde er Mitglied der Leopoldina und 2021 zum Senator für die Sektion Mathematik der Leopoldina gewählt. 2012 hielt er die Gauß-Vorlesung (Der mehrdimensionale zentrale Grenzwertsatz und die Geometrie der Zahlen). Für seine Verdienste um den Aufbau des europäischen Forschungsinstituts Eurandom wurde er 2014 mit dem Orden von Oranien-Nassau ausgezeichnet.  Ebenfalls 2014 wurde er als externes Mitglied in die Lithuanian Academy of Science aufgenommen. Darüber hinaus ist Götze Fellow des Institute for Mathematical Stochastics (IMS) und Mitglied der Academia Europaea.
Götze war Gründungsmitglied des  Weierstraß-Instituts (WIAS) in Berlin, war von 2003 bis 2010 im wissenschaftlichen Beirat des WIAS (davon 2007 bis 2010 als Vorstand des Beirates).
Götze ist im Vorstand der Gesellschaft für Mathematische Forschung, die das Forschungsinstitut für Mathematik in Oberwolfach trägt. 2017/18 war er Vizepräsident und 2019/20 Präsident der Deutschen Mathematiker-Vereinigung.